# Кипрейный
Кипрейный — посёлок в Бирилюсском районе Красноярского края России. Входит в состав Суриковского сельсовета. Находится на левом берегу реки Черёмушка (приток Кемчуга), примерно в 37 км к востоку-юго-востоку (ESE) от районного центра, села Новобирилюссы, на высоте 230 метров над уровнем моря.

## Население
| 2010 |
| ---- |
| 22   |

Гендерный состав
По данным Всероссийской переписи населения 2010 года 10 мужчин и 12 женщин из 22 чел.

## Улицы
Уличная сеть посёлка состоит из одной улицы (ул. Кипрейновская).